# Typhlops fornasinii
Typhlops fornasinii este o specie de șerpi din genul Typhlops, familia Typhlopidae, descrisă de Bianconi 1847. Conform Catalogue of Life specia Typhlops fornasinii nu are subspecii cunoscute.